# Estadio Municipal Santa Lucía Cotzumalguapa
Estadio Municipal Santa Lucía Cotzumalguapa – stadion piłkarski w gwatemalskim mieście Santa Lucía Cotzumalguapa, w departamencie Escuintla. Obiekt może pomieścić 9 000 widzów, a swoje mecze rozgrywa na nim drużyna FC Santa Lucía Cotzumalguapa.
Stadion jest podzielony na cztery sektory.